# What's in Our Hearts
Albums de George Jones & Melba Montgomery
I Wish Tonight Would Never End
(1963) A King and Two Queens
(1964)
What's in Our Hearts est un album collaboratif entre les artistes américains de musique country George Jones et Melba Montgomery. Cet album est sorti en 1963 sur le label United Artists Records.

## Liste des pistes
| No  | Titre                              | Durée |
| --- | ---------------------------------- | ----- |
| 1.  | Let's Invite Them Over             |       |
| 2.  | We Must Have Been Out of Our Minds |       |
| 3.  | Suppose Tonight Would Be Our Last  |       |
| 4.  | I Let You Go                       |       |
| 5.  | Multiply the Heartaches            |       |
| 6.  | She's My Mother                    |       |
| 7.  | What's in Our Heart                |       |
| 8.  | Until Then                         |       |
| 9.  | Don't Go                           |       |
| 10. | Now Tell Me                        |       |
| 11. | There's a Friend in the Way        |       |
| 12. | Flame in My Heart                  |       |

## Positions dans les charts
Album – Billboard (Amérique du Nord)
| Année | Chart          | Position |
| ----- | -------------- | -------- |
| 1963  | Albums Country | 3        |